# Tom Krebs
Tom Krebs ist ein deutscher Professor für Makroökonomik an der Universität Mannheim. Krebs ist wissenschaftliches Mitglied der Mindestlohnkommission.

## Leben
Krebs studierte Physik in Hamburg und schloss sein Studium 1990 mit einem Diplom ab. Anschließend studierte er an der Columbia University Ökonomie. Sein Studium dort schloss er 1995 mit einer Promotion ab.
Krebs war der erste Gastprofessor im Bundesfinanzministerium unter dem damaligen Finanzminister Olaf Scholz, forschte an verschiedenen US-Universitäten und arbeitete als Berater für den Internationalen Währungsfonds, die Weltbank und die amerikanische Zentralbank in Minneapolis.

## Wissenschaftliche Arbeit
Krebs befasst sich in seiner Forschung unter anderem mit den Auswirkungen von Wirtschaftskrisen auf Wachstum, Ungleichheit und Lebensqualität.
2018 verfasste er einen Beitrag im Wirtschaftsdienst, der laut  Handelsblatt aufzeigt, wie die Soziale Marktwirtschaft zukunftsfest gemacht werden könne. Krebs sprach sich für öffentliche Investitionen in frühkindliche Bildung, Schulen, den Wohnungsbau, Infrastruktur und Digitalisierung aus. Investitionen seien Wachstumstreiber und sichern, laut Krebs, die Zukunftsfähigkeit einer Volkswirtschaft.  Der Beitrag fand insbesondere in der SPD Resonanz.
2023 verfasste er gemeinsam mit anderen Wirtschaftswissenschaftlern eine Studie, in der er laut Süddeutscher Zeitung die neoliberale Hegemonie in den Wirtschaftswissenschaften an ihr Ende gekommen sieht.
2024 warfen Isabella Weber und Krebs in einem gemeinsamen Artikel der Bundesregierung und führenden Ökonomen vor, in der Energiekrise von 2022 zu zögerlich gehandelt und gedacht zu haben. Der Energiepreisschock und „die Phase erhöhter wirtschaftlicher Unsicherheit“ seien so unnötig verlängert worden. Dies trug dann „zu einem steilen Anstieg der Unterstützung für die rechtsextreme Alternative für Deutschland bei“. Der Zulauf für die AfD habe erst nachgelassen, „als die Bundesregierung [ihren] Kurs änderte und im Rahmen ihres als ‚Doppel-Wumms‘ bekannten Stabilisierungspakets im September 2022 eine Energiepreisbremse einführte“.

### Fehldiagnose: Wie Ökonomen die Wirtschaft ruinieren und die Gesellschaft spalten.(Buch)

#### Inhalt
In diesem 2024 erschienenen Buch mokiert sich Krebs darüber, dass die meisten Ökonomen in Deutschland „in einer Märchenwelt leben und an einen realitätsfremden Marktliberalismus glauben.“ Der sogenannte naive Wirtschaftsliberalismus sei mehr als nur eine ökonomische Theorie, nämlich eine politische Agenda, die sich in den Werken von Friedrich August von Hayek findet und einen nicht zu unterschätzenden Einfluss auf die wirtschaftspolitischen Debatten der letzten vierzig Jahre gehabt habe. Zwar sei die neoliberale Lehre vom Markt als einer „Fee mit magischen Kräften“, die alles richte, durch die Realität widerlegt, doch in Deutschland dominiere sie noch immer in Lehrbüchern, Medien und Politik. Mit fatalen Folgen: Niedergang der Wirtschaft und Spaltung der Gesellschaft.
Anhand vieler Beispiele postuliert Krebs, wie durch die Orientierung der Politik an Fehldiagnosen und untauglichen Empfehlungen die Entwicklung der marktliberalen Ökonomen zum immer Schlechteren verliefe. Auch zeichneten sich weitere Fehlentwicklungen ab, weil die Spätfolgen aufgrund des Hysterese-Effektes noch die der bereits eingetretenen Rezession etwa hinsichtlich Produktionspotenzial und Produktionslücke übertreffen werden. Noch besorgniserregender als die anhaltende Produktionsschwäche der Industrie seien die ausbleibenden Investitionen im industriellen Sektor. Denn genau dies zehre am künftigen Kapitalstock und es werde zur Deindustrialisierung kommen.

#### Rezeption
Der frühere CEO der Sparda-Bank München, Dozent an der Akademie für Gemeinwohl in Wien Günter Grzega lobt in Pressenza Fehldiagnose als sehr mutiges und wertvolles Buch, weil Krebs „ohne Tabus die Grundfesten der herrschenden Wirtschafts-Ideologie erschüttert“. Die geradezu naive Marktgläubigkeit der Neoklassiklehre und irrsinnige Liebe zur Schocktherapie konfrontiere er schonungslos mit den Realitäten einer Volkswirtschaft. Dass der Autor auch die Themen Arbeits-„Markt“, Klimapolitik, Mindestlohn, Kindergrundsicherung sowie vor allem auch das Verfassungsgerichtsurteil zur „Schuldenbremse“ kritisch beleuchtet, mache das Buch besonders lesenswert. Aufgrund der Fehldiagnosen sei Deutschland auf dem Weg in eine langfristige Rezession. Denn die Möglichkeiten einer modernen Wirtschaftspolitik könnten nur realisiert werden, wenn „die aktuelle neoliberale Wirtschaftsideologie durch den vom Autor immer wieder aufgezeigten Wandel einer naiven Marktgläubigkeit durch eine faktenbasierten Ökonomie aller Beteiligten, vor allem des Staates, abgelöst wird.“ Grzega wünscht dem Buch, dass es ein Bestseller werde, weil eine Verbreiterung ökonomischen Wissens die Grundvoraussetzung für eine gelingende Zukunft der Gesellschaft sei.
Dass das Werk Mut erforderte, macht Jannik Tillar in einem Interview bei Capital.de deutlich, indem er auf Angriffe der Ökonomen Rüdiger Bachmann und  Christian Bayer hinweist, die Krebs als „vormaligen Kollegen“ bzw. sein Buch als „autobiografisch“ bezeichneten. Worauf Krebs wiederholte, die Empfehlungen für die Politik basierten „auf Einführungsveranstaltungen für Bachelorstudierende“, doch die Realität sei komplexer; Anpassungskosten und der Zeitfaktor, Unsicherheit und Psychologie seien zu berücksichtigen. Wenn Bachmann meine, durch eine bestätigende Studie sei die wissenschaftliche Debatte entschieden, sei das eine recht fragwürdige Vorstellung von Wissenschaft.

## Pressebeiträge
Krebs verfasst regelmäßig Gastbeiträge etwa im Handelsblatt, Makronom oder in der Wochenzeitung Die Zeit.

## Veröffentlichungen (Auswahl)
- Fehldiagnose: Wie Ökonomen die Wirtschaft ruinieren und die Gesellschaft spalten. Westend Verlag, 7. Oktober 2024. ISBN 978-3-98791-073-9.
- mit Isabella M. Weber: Can Price Controls Be Optimal? The Economics of the Energy Shock in Germany. Working Paper. Political Economy Research Institute (PERI), University of Massachusetts, März 2024.
- Moderne Klimapolitik und nachhaltiges Wachstum, Perspektiven der Wirtschaftspolitik, De Gruyter, vol. 22(3), pages 203–210, September 2021.
- mit Pravin Krishna & William F Maloney, 2019. Income Mobility, Income Risk, and Welfare, The World Bank Economic Review, vol 33(2), pages 375–393, doi:10.3386/w23578.
- mit Moritz Kuhn, Mark L. J. Wright: Human Capital Risk, Contract Enforcement, and the Macroeconomy. In: The American Economic Review 105(11), November 2015, S. 3223–3272, doi:10.1257/aer.20111681.